# Ярослав Обшут
Ярослав Обшут (словац. Jaroslav Obšut; 3 вересня 1976, м. Пряшів, ЧССР) — словацький хокеїст, захисник. 
Вихованець хокейної школи «Драгон» (Пряшів). Виступав за «Свіфт-Каррент Бронкос» (ЗХЛ), «Медисин-Гет Тайгерс» (ЗХЛ), «Толедо Сторм» (ECHL), «Сірак'юс Кранч» (АХЛ), «Ралі Айс-Кетс» (ECHL), «Манітоба Мус» (ІХЛ), «Огаста Лінкс» (ECHL), «Вустер АйсКетс» (АХЛ), «Сент-Луїс Блюз», «Пеорія Рівермен» (ECHL), «Колорадо Аваланш», «Герші Берс» (АХЛ), ХК «Лулео», «Спартак» (Москва), «Атлант» (Митищі), «Динамо» (Мінськ), Донбас Донецьк.
В чемпіонатах НХЛ — 7 матчів (0+0).
У складі національної збірної Словаччини провів 42 матчі (1 гол); учасник зимових Олімпійських ігор 2002 (4 матчі, 0+0), учасник чемпіонатів світу 2005 і 2009 (10 матчів, 0+1), учасник Кубка світу 2004 (3 матчі, 0+0). 
Досягнення
- Учасник матчу усіх зірок КХЛ (2010, не грав).